# HD 111790
HD 111790，又名CP-53 5359，SAO 240338、HR 4882，是一颗恒星，视星等为6.24，位于銀經303.08，銀緯9.04，其B1900.0坐标为赤經12h 46m 38.6s，赤緯-53° 9.04′ 9″。